# Storträsket (Lemland, Åland)
Storträsket eller Starträsket är en sjö i Lemlands kommun i Åland (Finland). Den ligger i den södra delen av landskapet, 18 km sydost om huvudstaden Mariehamn. Storträsket ligger 11 meter över havet. Den ligger på ön Fasta Åland. Arean är 7,5 hektar och strandlinjen är 1,22 kilometer lång. Sjön  ingår i Norra Ålands havs avrinningsområde. 